# Fekete telefon
A Fekete telefon (eredeti cím: The Black Phone) 2021-ben bemutatott amerikai természetfeletti horrorfilm, melynek rendezője Scott Derrickson, forgatókönyvírója Scott Derrickson és C. Robert Cargill. A főbb szerepekben Ethan Hawke, Mason Thames, Madeleine McGraw, Jeremy Davies és James Ransone látható.
A forgatás két hónapig tartott Wilmingtonban és az Észak-Karolina állam környékbeli megyéiben.
A filmet többször is elhalasztották a koronavírus-világjárvány miatt. Világpremierje 2021. szeptember 25-én volt a Fantastic Festen, a mozikban pedig 2022. június 24-én mutatta be a Universal Pictures. Magyarországon szinkronizálva 2022. június 23-án jelent meg a UIP-Dunafilm forgalmazásában. A film 114,6 millió dolláros bevételt hozott. Általánosságban pozitív véleményeket kapott a kritikusoktól.

## Cselekmény
1978-ban egy gyermekrabló sorozatgyilkos, aki a „Portyázó” becenevet kapta, Denver egyik külvárosának utcáin járja a várost. Finney és Gwen Blake testvérek a környéken élnek bántalmazó, alkoholista apjukkal. Az iskolában Finney-t gyakran zaklatják és piszkálják. Barátságot köt egy Robin nevű osztálytársával, aki szembeszáll a zaklatókkal. Finney egyik ismerősét, Bruce-t elrabolja a Portyázó. Gwen, akinek néhai édesanyjához hasonlóan látnoki álmai vannak, Bruce elrablásáról álmodik, és azt látja, hogy egy fekete furgonban ülő, fekete léggömböket szállító férfi vitte el. Wright és Miller nyomozók kihallgatják Gwent, de nehezen hisznek az állításainak. A Portyázó napokkal később elrabolja Robint, valamint Finney-t is. Finney egy hangszigetelt pincében tér magához. A falon egy kikapcsolt fekete forgótárcsás telefon van, amely a Portyázó szerint nem működik. Később Finney hallja, hogy a telefon csörög, és felveszi. Bruce, aki nem emlékszik a saját nevére vagy arra, hogy ki volt, amikor még élt, mesél Finney-nek egy padlócsempéről, amelyet el tud távolítani, hogy alagutat ásson a meneküléshez.
A rendőrség sikertelenül keresi Finney-t. A Portyázó ételt visz Finney-nek, és nyitva hagyja az alagsor ajtaját. Finney ki akar osonni, de egy másik fiú, Billy telefonon megakadályozza. Elmagyarázza, hogy ez egy játék, amit a férfi játszik: az emeleten várakozik rá, hogy egy övvel elverje, ha elhagyja a pincét. Billy arra utasítja, hogy egy zsinór segítségével (amit korábban még Billy talált) az alagsori ablakon keresztül meneküljön ki. Mászás közben Finney véletlen letöri az ablak rácsait, ami megakadályozza, hogy visszamászhasson. Gwen azt álmodja, hogy Billyt elrabolták, és elmondja apjának, mi történik.
Wright és Miller beszélgetnek egy Max nevű különc férfival, aki a bátyjával a környéken tartózkodik. Kiderül, hogy Finney-t Max pincéjében tartják fogva, amiről ő nem tud, és a Portyázó a testvére. A Portyázóval folytatott  eszmecsere után, ahol próbára teszi Finney őszinteségét, úgy tűnik, mintha elengedte volna Finneyt ha igazat mondott volna a nevével kapcsolatban. Finney egy másik áldozattal, Griffinnel beszél telefonon. Griffin megmutatja Finney-nek egy zár kombinációját, és közli vele, hogy a Portyázó elaludt az emeleten. Finney feloson az emeletre, és kinyitja az ajtót, de a Portyázó kutyája figyelmezteti Finney szökésére. Finney kimenekül az utcára, de a Portyázó újra elfogja.
A sikertelen szökési kísérlet miatt csalódott Finney felveszi a telefont, hogy meghallgasson egy másik áldozatot, egy Vance nevű punkot, akitől Finney félt. Vance tájékoztatja Finneyt egy összekötő tárolóhelyiségről, amelyen keresztül kiszabadulhat, ha lyukat tör a falon, és kilép a fal másik oldalán lévő fagyasztón keresztül. Finney lyukat váj a vécétartály fedelével a falba és belép a fagyasztó hátuljába, de észreveszi, hogy a fagyasztó ajtaja be van zárva. A telefon még egyszer csörög, Robin a vonal végén. Finney-t vigasztalja, és arra biztatja, hogy végre álljon fel és küzdjön magáért. Utasítja Finney-t, hogy vegye le a telefonkagylót, és tegye bele a földet, amit a padlóból ásott ki.
Gwen Vance elrablásáról álmodik, és felfedezi a Portyázó tulajdonát. Megkeresi a házat, és kapcsolatba lép Wrighttal és Millerrel. Max rájön, hogy Finney-t fogva tartják a házában, és a pincébe rohan, hogy kiszabadítsa, de a bátyja, a Portyázó megöli egy baltával. A rendőrök a Gwen által talált házhoz rohannak, de elhagyottnak találják. Az alagsorban megtalálják a Portyázó áldozatainak eltemetett holttestét. A Portyázó megtámadja Finney-t a baltával, de Finney-nek sikerül a telefonzsinórral megbotlatnia a Portyázót, aminek következtében a Finney által ásott gödörbe esik, ahol a Portyázó eltöri és beszorítja a bokáját az alján elhelyezett ablakrácsokba. A szellemek telefonon csúfolják a Portyázót, mire Finney kitöri a nyakát a telefonzsinórral, és megöli. Finney eltereli az őrzőkutyát hússal a fagyasztóból, és a megtanult kombináció segítségével kiszökik a házból. Finney kilép a házból az utca túloldalán a sírhelyekkel, ahol újra találkozik Gwennel, és a rendőrség rohan az ingatlanhoz. A testvérek vigasztalják egymást, amikor apjuk megérkezik, és elnézést kér a bánásmódért. Az iskolában egy magabiztos Finney ül szerelme mellett az osztályban.

## Szereplők
| Szerep        | Színész              | Magyar hang        |
| ------------- | -------------------- | ------------------ |
| Portyázó      | Ethan Hawke          | Kaszás Gergő       |
| Finney Shaw   | Mason Thames         | Vida Bálint        |
| Gwen Shaw     | Madeleine McGraw     | Hegedűs Johanna    |
| Terrence Shaw | Jeremy Davies        | Dolmány Attila     |
| Max           | James Ransone        | Karácsonyi Zoltán  |
| Moose         | J. Gaven Wilde       | Nagy Gereben       |
| Robin         | Miguel Cazarez Mora  | Sándor Barnabás    |
| Bruce         | Tristan Pravong      | Berecz Kristóf Uwe |
| Vance         | Brady Hepner         | Boldog Gábor       |
| Billy         | Jacob Moran          | Gáll Dávid         |
| Griffin       | Michael Banks Repeta | Stern Hanna        |
| Donna         | Rebecca Clarke       | Vida Sára          |
| Miller        | Troy Rudeseal        | Holl Nándor        |
| Wright        | E. Roger Mitchell    | Törköly Levente    |
| Walker        | N/A                  | Dézsy Szabó Gábor  |

Magyar változat
- Magyar szöveg: Speier Dávid
- Hangmérnök: Salgai Róbert
- Vágó: Kránitz Bence
- Gyártásvezető: Kablay Luca
- Szinkronrendező: Molnár Ilona
- Produkciós vezető: Haramia Judit és Szabó Nicolette

A szinkront az Iyuno-SDI Group Budapest készítette.

## A film készítése
Miután Scott Derrickson távozott a Doctor Strange az őrület multiverzumában című filmből, úgy döntött, hogy elkészíti a Fekete telefont munkatársával, C. Robert Cargillel.
2020 októberében kiderült, hogy a Blumhouse Productions számára rendezi a filmet, a főszerepben pedig Mason Thames és Madeleine McGraw lesz látható. 2021 januárjában Jeremy Davies és Ethan Hawke is csatlakozott a szereplőgárdához. A forgatás 2021. február 9-én kezdődött a wilmingtoni stúdióban. A forgatás 2021. március 27-én ért véget.

## Lehetséges folytatás
2022 júniusában Derrickson azt nyilatkozta, hogy Hill felvetett neki egy „nagyszerű ötletet” a folytatáshoz, amelyet akkor készítene el, ha az első film sikerrel zárulna.